# Magnus Eikrem
Magnus Wolff Eikrem (Molde, 8 de agosto de 1990) é um futebolista norueguês que atua como meio-campista. Atualmente joga pelo Molde.

## Títulos

### Molde
- Eliteserien: 2011, 2012 e 2019

### Malmö
- Allsvenskan: 2016 e 2017